# Coupe de France de rugby à XIII 1990-1991
Navigation
Édition précédente Édition suivante
La Coupe de France de rugby à XIII 1991 est organisée durant la saison 1990-1991. La compétition à élimination directe met aux prises des clubs français. L'édition est remportée par Saint-Gaudens.

## Phase finale
|  | Huitièmes de finale          | Huitièmes de finale         | Huitièmes de finale         | Huitièmes de finale         |                                  |               | Quarts de finale        | Quarts de finale        | Quarts de finale        | Quarts de finale        |  |  | Demi-finales | Demi-finales | Demi-finales | Demi-finales |  |  | Finale                    | Finale                    | Finale                    | Finale                    |
|  |                              |                             |                             |                             |                                  |               |                         |                         |                         |                         |  |  |              |              |              |              |  |  |                           |                           |                           |                           |
|  | Le 9 février 1991 à Pamiers  | Le 9 février 1991 à Pamiers | Le 9 février 1991 à Pamiers | Le 9 février 1991 à Pamiers |                                  |               | Le 14 avril 1991 à Albi | Le 14 avril 1991 à Albi | Le 14 avril 1991 à Albi | Le 14 avril 1991 à Albi |  |  |              |              |              |              |  |  | 19 mai 1991 à Carcassonne | 19 mai 1991 à Carcassonne | 19 mai 1991 à Carcassonne | 19 mai 1991 à Carcassonne |
|  | RC Saint-Gaudens             | RC Saint-Gaudens            | 24                          | 24                          |                                  |               | Le 14 avril 1991 à Albi | Le 14 avril 1991 à Albi | Le 14 avril 1991 à Albi | Le 14 avril 1991 à Albi |  |  |              |              |              |              |  |  | 19 mai 1991 à Carcassonne | 19 mai 1991 à Carcassonne | 19 mai 1991 à Carcassonne | 19 mai 1991 à Carcassonne |
|  | RC Saint-Gaudens             | RC Saint-Gaudens            | 24                          | 24                          |                                  |               | Le 14 avril 1991 à Albi | Le 14 avril 1991 à Albi | Le 14 avril 1991 à Albi | Le 14 avril 1991 à Albi |  |  |              |              |              |              |  |  | 19 mai 1991 à Carcassonne | 19 mai 1991 à Carcassonne | 19 mai 1991 à Carcassonne | 19 mai 1991 à Carcassonne |
|  | XIII Limouxin                | XIII Limouxin               | 0                           | 0                           |                                  |               | Le 14 avril 1991 à Albi | Le 14 avril 1991 à Albi | Le 14 avril 1991 à Albi | Le 14 avril 1991 à Albi |  |  |              |              |              |              |  |  | 19 mai 1991 à Carcassonne | 19 mai 1991 à Carcassonne | 19 mai 1991 à Carcassonne | 19 mai 1991 à Carcassonne |
|  | XIII Limouxin                | XIII Limouxin               | 0                           | 0                           | Saint-Gaudens                    | Saint-Gaudens | 28                      | 28                      |                         |                         |  |  |              |              |              |              |  |  | 19 mai 1991 à Carcassonne | 19 mai 1991 à Carcassonne | 19 mai 1991 à Carcassonne | 19 mai 1991 à Carcassonne |
|  | Le 10 février 1991 à Limoux  |                             |                             |                             | Saint-Gaudens                    | Saint-Gaudens | 28                      | 28                      |                         |                         |  |  |              |              |              |              |  |  | 19 mai 1991 à Carcassonne | 19 mai 1991 à Carcassonne | 19 mai 1991 à Carcassonne | 19 mai 1991 à Carcassonne |
|  |                              |                             | Lézignan                    | Lézignan                    | 8                                | 8             |                         |                         |                         |                         |  |  |              |              |              |              |  |  | 19 mai 1991 à Carcassonne | 19 mai 1991 à Carcassonne | 19 mai 1991 à Carcassonne | 19 mai 1991 à Carcassonne |
|  | FC Lézignan                  |                             | Lézignan                    | Lézignan                    | 8                                | 8             |                         |                         |                         |                         |  |  |              |              |              |              |  |  | 19 mai 1991 à Carcassonne | 19 mai 1991 à Carcassonne | 19 mai 1991 à Carcassonne | 19 mai 1991 à Carcassonne |
|  |                              | Le 14 avril 1991 à Pia      |                             |                             |                                  |               |                         |                         |                         |                         |  |  |              |              |              |              |  |  | 19 mai 1991 à Carcassonne | 19 mai 1991 à Carcassonne | 19 mai 1991 à Carcassonne | 19 mai 1991 à Carcassonne |
|  | AS Saint-Estève              |                             |                             |                             |                                  |               |                         |                         |                         |                         |  |  |              |              |              |              |  |  | 19 mai 1991 à Carcassonne | 19 mai 1991 à Carcassonne | 19 mai 1991 à Carcassonne | 19 mai 1991 à Carcassonne |
|  | Saint-Gaudens                | Saint-Gaudens               | 30                          | 18                          |                                  |               |                         |                         |                         |                         |  |  |              |              |              |              |  |  | 19 mai 1991 à Carcassonne | 19 mai 1991 à Carcassonne | 19 mai 1991 à Carcassonne | 19 mai 1991 à Carcassonne |
|  | Saint-Gaudens                | Saint-Gaudens               | 30                          | 18                          | Le 10 février 1991 à Albi        |               |                         |                         |                         |                         |  |  |              |              |              |              |  |  | 19 mai 1991 à Carcassonne | 19 mai 1991 à Carcassonne | 19 mai 1991 à Carcassonne | 19 mai 1991 à Carcassonne |
|  |                              |                             | Villeneuve-sur-Lot          | Villeneuve-sur-Lot          | 14                               | 8             |                         |                         |                         |                         |  |  |              |              |              |              |  |  | 19 mai 1991 à Carcassonne | 19 mai 1991 à Carcassonne | 19 mai 1991 à Carcassonne | 19 mai 1991 à Carcassonne |
|  | US Villeneuve                |                             | Villeneuve-sur-Lot          | Villeneuve-sur-Lot          | 14                               | 8             |                         |                         |                         |                         |  |  |              |              |              |              |  |  | 19 mai 1991 à Carcassonne | 19 mai 1991 à Carcassonne | 19 mai 1991 à Carcassonne | 19 mai 1991 à Carcassonne |
|  |                              |                             |                             |                             |                                  |               |                         |                         |                         |                         |  |  |              |              |              |              |  |  | 19 mai 1991 à Carcassonne | 19 mai 1991 à Carcassonne | 19 mai 1991 à Carcassonne | 19 mai 1991 à Carcassonne |
|  | Toulouse olympique XIII      |                             |                             |                             |                                  |               |                         |                         |                         |                         |  |  |              |              |              |              |  |  | 19 mai 1991 à Carcassonne | 19 mai 1991 à Carcassonne | 19 mai 1991 à Carcassonne | 19 mai 1991 à Carcassonne |
|  | Villeneuve-sur-Lot           | Villeneuve-sur-Lot          | 24                          | 24                          |                                  |               |                         |                         |                         |                         |  |  |              |              |              |              |  |  | 19 mai 1991 à Carcassonne | 19 mai 1991 à Carcassonne | 19 mai 1991 à Carcassonne | 19 mai 1991 à Carcassonne |
|  | Villeneuve-sur-Lot           | Villeneuve-sur-Lot          | 24                          | 24                          | Le 9 février 1991 à Saint-Estève |               |                         |                         |                         |                         |  |  |              |              |              |              |  |  | 19 mai 1991 à Carcassonne | 19 mai 1991 à Carcassonne | 19 mai 1991 à Carcassonne | 19 mai 1991 à Carcassonne |
|  |                              |                             | Carcassonne                 | Carcassonne                 | 22                               | 22            |                         |                         |                         |                         |  |  |              |              |              |              |  |  | 19 mai 1991 à Carcassonne | 19 mai 1991 à Carcassonne | 19 mai 1991 à Carcassonne | 19 mai 1991 à Carcassonne |
|  | AS Carcassonne               | AS Carcassonne              | Carcassonne                 | Carcassonne                 | 22                               | 22            | 24                      | 24                      |                         |                         |  |  |              |              |              |              |  |  | 19 mai 1991 à Carcassonne | 19 mai 1991 à Carcassonne | 19 mai 1991 à Carcassonne | 19 mai 1991 à Carcassonne |
|  | AS Carcassonne               | AS Carcassonne              | Le 14 avril 1991 à Lézignan |                             |                                  |               | 24                      | 24                      |                         |                         |  |  |              |              |              |              |  |  | 19 mai 1991 à Carcassonne | 19 mai 1991 à Carcassonne | 19 mai 1991 à Carcassonne | 19 mai 1991 à Carcassonne |
|  | SO Avignon                   | SO Avignon                  | 6                           | 6                           |                                  |               |                         |                         |                         |                         |  |  |              |              |              |              |  |  | 19 mai 1991 à Carcassonne | 19 mai 1991 à Carcassonne | 19 mai 1991 à Carcassonne | 19 mai 1991 à Carcassonne |
|  | SO Avignon                   | SO Avignon                  | 6                           | 6                           | Saint-Gaudens                    | Saint-Gaudens | 30                      | 30                      |                         |                         |  |  |              |              |              |              |  |  |                           |                           |                           |                           |
|  | Le 10 février 1991 à Cahors  |                             |                             |                             | Saint-Gaudens                    | Saint-Gaudens | 30                      | 30                      |                         |                         |  |  |              |              |              |              |  |  |                           |                           |                           |                           |
|  |                              |                             | Pia                         | Pia                         | 4                                | 4             |                         |                         |                         |                         |  |  |              |              |              |              |  |  |                           |                           |                           |                           |
|  | Pia XIII                     |                             | Pia                         | Pia                         | 4                                | 4             |                         |                         |                         |                         |  |  |              |              |              |              |  |  |                           |                           |                           |                           |
|  |                              |                             |                             |                             |                                  |               |                         |                         |                         |                         |  |  |              |              |              |              |  |  |                           |                           |                           |                           |
|  | Bataillon de Joinville       |                             |                             |                             |                                  |               |                         |                         |                         |                         |  |  |              |              |              |              |  |  |                           |                           |                           |                           |
|  | Pia                          | Pia                         | 26                          | 26                          |                                  |               |                         |                         |                         |                         |  |  |              |              |              |              |  |  |                           |                           |                           |                           |
|  | Pia                          | Pia                         | 26                          | 26                          | Le 10 février 1991 à Salon       |               |                         |                         |                         |                         |  |  |              |              |              |              |  |  |                           |                           |                           |                           |
|  |                              |                             | Le Barcarès                 | Le Barcarès                 | 18                               | 18            |                         |                         |                         |                         |  |  |              |              |              |              |  |  |                           |                           |                           |                           |
|  | Le Barcarès XIII             |                             | Le Barcarès                 | Le Barcarès                 | 18                               | 18            |                         |                         |                         |                         |  |  |              |              |              |              |  |  |                           |                           |                           |                           |
|  |                              | Le 14 avril 1991 à Avignon  |                             |                             |                                  |               |                         |                         |                         |                         |  |  |              |              |              |              |  |  |                           |                           |                           |                           |
|  | Cannes XIII                  |                             |                             |                             |                                  |               |                         |                         |                         |                         |  |  |              |              |              |              |  |  |                           |                           |                           |                           |
|  | Pia                          | Pia                         | 18                          | ?                           |                                  |               |                         |                         |                         |                         |  |  |              |              |              |              |  |  |                           |                           |                           |                           |
|  | Pia                          | Pia                         | 18                          | ?                           | Le 9 février 1991 à Lézignan     |               |                         |                         |                         |                         |  |  |              |              |              |              |  |  |                           |                           |                           |                           |
|  |                              |                             | XIII Catalan                | XIII Catalan                | 18                               | ?             |                         |                         |                         |                         |  |  |              |              |              |              |  |  |                           |                           |                           |                           |
|  | XIII Catalan                 | XIII Catalan                | XIII Catalan                | XIII Catalan                | 18                               | ?             | 18                      | 18                      |                         |                         |  |  |              |              |              |              |  |  |                           |                           |                           |                           |
|  | XIII Catalan                 | XIII Catalan                |                             |                             |                                  |               |                         | 18                      |                         |                         |  |  |              |              |              |              |  |  |                           |                           |                           |                           |
|  | Pamiers XIII                 | Pamiers XIII                | 17                          | 17                          |                                  |               |                         |                         |                         |                         |  |  |              |              |              |              |  |  |                           |                           |                           |                           |
|  | Pamiers XIII                 | Pamiers XIII                | 17                          | 17                          | XIII Catalan                     | XIII Catalan  | 34                      | 34                      |                         |                         |  |  |              |              |              |              |  |  |                           |                           |                           |                           |
|  | Le 10 février 1991 à Avignon |                             |                             |                             | XIII Catalan                     | XIII Catalan  | 34                      | 34                      |                         |                         |  |  |              |              |              |              |  |  |                           |                           |                           |                           |
|  |                              |                             | Carpentras                  | Carpentras                  | 14                               | 14            |                         |                         |                         |                         |  |  |              |              |              |              |  |  |                           |                           |                           |                           |
|  | RC Carpentras                |                             | Carpentras                  | Carpentras                  | 14                               | 14            |                         |                         |                         |                         |  |  |              |              |              |              |  |  |                           |                           |                           |                           |
|  |                              |                             |                             |                             |                                  |               |                         |                         |                         |                         |  |  |              |              |              |              |  |  |                           |                           |                           |                           |
|  | RC Roanne                    |                             |                             |                             |                                  |               |                         |                         |                         |                         |  |  |              |              |              |              |  |  |                           |                           |                           |                           |
|  |                              |                             |                             |                             |                                  |               |                         |                         |                         |                         |  |  |              |              |              |              |  |  |                           |                           |                           |                           |
|  |                              |                             |                             |                             |                                  |               |                         |                         |                         |                         |  |  |              |              |              |              |  |  |                           |                           |                           |                           |

## Finale
(mt : 10 - 4)
Points marqués :
- Saint-Gaudens : 6 essais d'Anast (3e), Biénès (16e), Clarke (53e), Pons (66e) et Sirvent (73e et 78e) ; 3 transformations d'Hastings (3e et 53e) et Dumas (73e).
- Pia : 1 essai de Coles (20e).

Évolution du score : 6-0, 10-0, 10-4 (mi-temps), 16-4, 20-4, 26-4, 30-4.
Arbitre : M. Arribaud (Aude)
Spectateurs : 6 000
Composition des équipes :
- Saint-Gaudens : Gaudens Kebdani - Lionel Garrigues, Patrick Cowell, John Maguire, Cyril Pons- Chris Hastings(o)(c), Gilles Dumas (m) - Éric Allègre, Théo Anast, Peter Martin, Yves Storer, Richard Clarke, Denis Biénès - Robert Vizcay, Claude Sirvent, Philippe Fourquet, Gérard Boyals - Entraîneur : Pierre Surre
- Pia : Richard Franck - Norbert Fourcade, Brian Coles, Pascal Fages, Joël Sautrice - Klaus Perkovic (o), Sébastien Balavoine (m) - David Versini, Patrick Torreilles, Karl Jaavuo, Jean-Luc Combettes, David Baxter, Yves Gomez - Aldo Belmonte, Yannick Sautrice, Cologni, Jean-Jacques Ribes -  Entraîneur :